# Кобуладзе, Георгий
Гео́ргий (Гио́рги) Кобуладзе (груз. გიორგი ქობულაძე; род. 26 февраля 1997, Грузия) — грузинский футболист, защитник клуба «Иберия 1999».

## Карьера
Футбольную карьеру начинал в составе клуба «Саско».
1 июля 2015 года перешёл в украинский клуб «Ингулец-2». 19 мая 2018 года в матче против клуба «Балканы» дебютировал в Первой лиге Украины.
13 февраля 2019 года стал игроком грузинского клуба «Гагра» Тбилиси. 8 июля 2021 года в матче против клуба «Сутьеска» дебютировал в лиге Конференции. 26 февраля 2022 года в матче против клуба «Дила» дебютировал в чемпионате Грузии.
1 января 2023 года подписал контракт с грузинским клубом «Торпедо» Кутаиси.

## Достижения
«Гагра» Тбилиси
- Обладатель кубка Грузии: 2020

## Клубная статистика
| Игровая карьера | Игровая карьера   | Игровая карьера | Лига | Лига | Кубок | Кубок | Межд. | Межд. | Др. | Др. |
| --------------- | ----------------- | --------------- | ---- | ---- | ----- | ----- | ----- | ----- | --- | --- |
| 2019            | Гагра (Тбилиси)   | Б               | 33   | 3    | 2     | 0     | —     | —     | —   | —   |
| 2020            | Гагра (Тбилиси)   | Б               | 18   | 1    | 5     | 1     | —     | —     | —   | —   |
| 2021            | Гагра (Тбилиси)   | Б               | 34   | 0    | 3     | 0     | 2     | 0     | 1   | 1   |
| 2022            | Гагра (Тбилиси)   | А               | 36   | 2    | 1     | 0     | —     | —     | —   | —   |
| 2023            | Торпедо (Кутаиси) | А               | 22   | 1    | 2     | 0     | 4     | 0     | 2   | 0   |
| 2024            | Кайсар            | А               | 13   | 0    | 4     | 0     | —     | —     | —   | —   |